# Aethionema paphlagonicum
Aethionema paphlagonicum är en korsblommig växtart som beskrevs av Hanna Czeczott och Gustave Beauverd. Aethionema paphlagonicum ingår i släktet Aethionema och familjen korsblommiga växter. Inga underarter finns listade i Catalogue of Life.